# Xerobia
Xerobia is een geslacht van wantsen uit de familie van de Scutelleridae (Pantserwantsen). Het geslacht werd voor het eerst wetenschappelijk beschreven door Carl Stål in 1873.

## Soorten
Het genus bevat de volgende soorten:

- Xerobia sculpturata (Stål, 1858)
- Xerobia stali Schouteden, 1903
- Xerobia verruculosa Stål, 1873